# Carmenta ogalala
Carmenta ogalala là một loài bướm đêm thuộc họ Sesiidae. Nó được Engelhardt miêu tả năm 1946. Nó được tìm thấy ở Colorado.